# Farkassügér
A farkassügér (Dicentrarchus labrax) a sugarasúszójú halak (Actinopterygii) osztályának sügéralakúak (Perciformes) rendjébe, ezen belül a Moronidae családjába tartozó faj.
Nemének a típusfaja.

## Előfordulása
A farkassügér elterjedési területe az Atlanti-óceán keleti és az Északi-tenger déli fele, a Földközi- és Fekete-tenger. A Balti-tengerben ritka. Még megtalálható a Shkodrai-tóban és a Nílusban is.

## Megjelenése
A hal testhossza 40-50 centiméter, legfeljebb 103 centiméter. Testtömege legfeljebb 12 kilogramm. 65-80 apró, fésűs pikkelye van egy hosszanti sorban. A szemek között a pikkelyek kerekdedek. Kopoltyúfedői felső peremén 2 erős tüske van. Az elő-kopoltyúfedő hátulsó szegélye fogazott. Oldalvonala feketés. A hátúszóján 8-10 tüske és 12-13 sugár van, míg a farok alatti úszóján 3 tüske és 10-12 sugár látható.

## Életmódja
A fiatalok kis rajokban, az idősebb példányok magányosan élnek. Nyáron a partok közelébe és a folyótorkolatokba vonulnak. Tápláléka apró rajhalak, például szardínia; a fiatalok főként férgeket, rákokat, tintahalakat és ikrát fogyasztanak. 100 méteres mélybe is lemerülhet.
Legfeljebb 30 évig él.

## Szaporodása
A Földközi-tengerben január-márciusban, a La Manche csatornában március-júniusban ívik.

## Rokon faj
A farkassügér legközelebbi rokona és a Dicentrarchus halnem másik faja a pettyes farkassügér (Dicentrarchus punctatus).